# Ouénou (N'Dali)
Ouénou è un arrondissement del Benin situato nella città di N'Dali (dipartimento di Borgou) con 12.099 abitanti (dato 2006).